# 임꺽정로
임꺽정로(Imkkeokjeong-ro)는 대한민국의 충청북도 괴산군 괴산읍 역말삼거리에서 괴산군 소수면 아성삼거리를 잇는 도로이다.

## 주요경유지
충청북도
- 괴산군 (괴산읍 . 소수면)

## 노선 경로
| 이름          | 접속 노선              | 소재지        | 소재지        | 비고          |
| 문무로와 직결 | 문무로와 직결          | 문무로와 직결 | 문무로와 직결 | 문무로와 직결 |
| ------------- | ---------------------- | ------------- | ------------- | ------------- |
| 역말삼거리    | 읍내로                 | 괴산군        | 괴산읍        |               |
| 서부 교차로   | 국도 제34호선 (중부로) | 괴산군        | 괴산읍        |               |
| 정용교        |                        | 괴산군        | 괴산읍        |               |
| 아성삼거리    | 국도 제37호선 (상경로) | 괴산군        | 소수면        |               |

## 주요 건물 및 시설
- 괴산군청 (임꺽정로 90/서부리 125)
- 괴산국민체육센터 (임꺽정로 113/서부리 653)
- 괴산북중학교 (임꺽정로 139/서부리 725)
- 한국국토정보공사 괴산증평공사 (임꺽정로 152/서부리 719-6)
- SK에너지 서부주유소 (임꺽정로 164/서부리 716)
- GS칼텍스 아성주유소 (임꺽정로 323/아성리 615)